# Acer capillipes
Acer capillipes Maxim., 1867 è un albero della famiglia delle Sapindacee, endemico del Giappone.

## Descrizione
Piccolo albero caduco, cresce fino a 15 metri. La corteccia è liscia, verdastra, percorsa da strisce biancastre verticali. Le foglie sono grandi 10–15 cm con tre o cinque lobi, seghettate e con profonde venature. Nascono rosse in primavera, verdi in estate ma diventano arancio e rosso vivo in autunno. I fiori sono piccoli, giallastri, prodotti su racemi di 8–10 cm, e appaiono in primavera.